# Anna Kingsford
Anna Kingsford (Londra, 16 settembre 1846 – Londra, 22 febbraio 1888) è stata un medico, attivista e scrittrice inglese.
Anna Kingsford, nata Anna Bonus, è stata un'attivista per i diritti delle donne, degli animali e a favore del vegetarianesimo.

## Biografia
Kingsford nasce nel Maryland Point, quartiere Stratford di Londra, da John Bonus, un ricco mercante, e sua moglie Elizabeth Ann Schröder. Bambina precoce, scrive la sua prima poesia a nove anni e Beatrice: un racconto sui primi cristiani a tredici. 
Kingsford, stando a Deborah Rudacille, amava la caccia alla volpe, finché non ebbe una visione di sé medesima come la volpe stessa.
Sposa il cugino, il prete anglicano Algernon Godfrey Kingsford, nel 1867 all'età di 21 anni, dando alla luce una figlia, Eadith, un anno dopo. Si converte al cattolicesimo nel 1872. Il padre le lascia una cospicua eredità, con la quale acquista la casa editrice The Lady's Own Paper, lavorandovi come editrice: così viene in contatto con alcune delle donne più importanti del suo tempo.
Nel 1873, Kingsford incontra lo scrittore Edward Maitland, vedovo, che condivide il suo rifiuto del materialismo e la considera una "veggente nata". Con la benedizione del marito della Kingsford, i due iniziano a collaborare. Parigi è in quel momento al centro di una rivoluzione nello studio della fisiologia, in gran parte come risultato degli esperimenti sugli animali, soprattutto cani, per lo più condotti senza anestesia.
Kingsford rimane sconvolta dalle immagini degli esperimenti sugli animali e il 20 agosto 1879 scrive: "Ho trovato il mio inferno qui nella Faculté de Médecine di Parigi, un Inferno più reale e terribile di qualunque abbia incontrato altrove..."
Si laurea in medicina, seconda donna inglese ad aver conseguito questo risultato dopo Elizabeth Garrett Anderson, a Parigi nel 1880 dopo sei anni di studio: il suo obiettivo è continuare la difesa degli animali da una posizione di autorità. La sua tesi L'Alimentazione végétale de l'Homme ha per oggetto i benefici del vegetarianismo. Fonda la Società di Riforma Alimentare quello stesso anno, viaggiando all'interno del Regno Unito parlando del vegetarianismo, recandosi anche a Parigi, Ginevra, Losanna per sensibilizzare la popolazione contro gli esperimenti sugli animali.
Eletta presidentessa della sezione inglese della Società Teosofica nel 1883, entra in contrasto con l'ambiente maggioritario di intonazione filo-orientale e pertanto, con l'approvazione di Helena Blavatsky, crea a Londra nel 1884, con Maitland, una Loggia teosofica cristiana: la Loggia Ermetica. Ben presto il suo Movimento si stacca da quello della Blavatsky per attestarsi sotto la denominazione di Società Ermetica, tesa alla cristianizzazione della Teosofia. Kingsford conduce con Maitland esperimenti di visione astrale, anche attraverso l'uso di sostanze psicoattive come il cloroformio. 
Riferisce di aver ricevuto intuizioni in trance e nel sonno: i suoi resoconti sono stati raccolti nei suoi manoscritti e opuscoli redatti assieme a Edward Maitland.
Anna Bonus Kingford Muore il 22 febbraio 1888 a 41 anni e viene sepolta nel cimitero di San Eata, presso la chiesa in Atcham sul fiume Severn.
Le sue opere sono rimaste praticamente sconosciute per oltre 100 anni fino a quanto sono state riscoperte a partire dal 2001.

## Opere
I libri di Anna Kingford sono disponibili per la maggior parte solo in inglese.
- Rosamunda the princess, and other tales. James Parker & Co., 1875.
- Kingsford, A. & Maitland, E. The Key of the Creeds. Trubner, 1875.
- Health, Beauty and the Toilet: Letters to Ladies from a Lady Doctor. F. Warne, 1886.
- Dreams and Dream Stories. 1888.
- Clothed with the Sun. J. M. Watkins, 1912.
- The Credo of Christendom and other Addresses and Essays on Esoteric Christianity Archiviato il 22 settembre 2007 in Internet Archive.. 1916.
- The Perfect Way, or the Finding of Christ. Watkins, 1909.
- The Perfect Way in Diet. Kegan Paul, Trench & Co., 1881.
- Kingsford, A. & Maitland, E. Addresses & Essays On Vegetarianism. John M Watkins, 1912.